# Sixtre
La Sixtre est un cours d'eau français qui coule dans le département de Loir-et-Cher. C'est un affluent de la Cisse en rive droite et donc un sous-affluent de la Loire.

## Géographie
La Sixtre présente une longueur de 19,6 kilomètres. Elle prend sa source dans la commune de Briou, près du lieu-dit la Croix Rouge à une altitude de 130 m, s'écoule vers le sud-ouest et se jette dans la Cisse, en limite des communes de Maves et Conan, dans le marais de Parture à une altitude de 101 m.

### Communes traversées
La Sixtre traverse 6 communes, soit de l'amont vers l'aval : Briou (41), Roches (41), Talcy (41), La Madeleine-Villefrouin (41), Maves (41), Conan (41), 

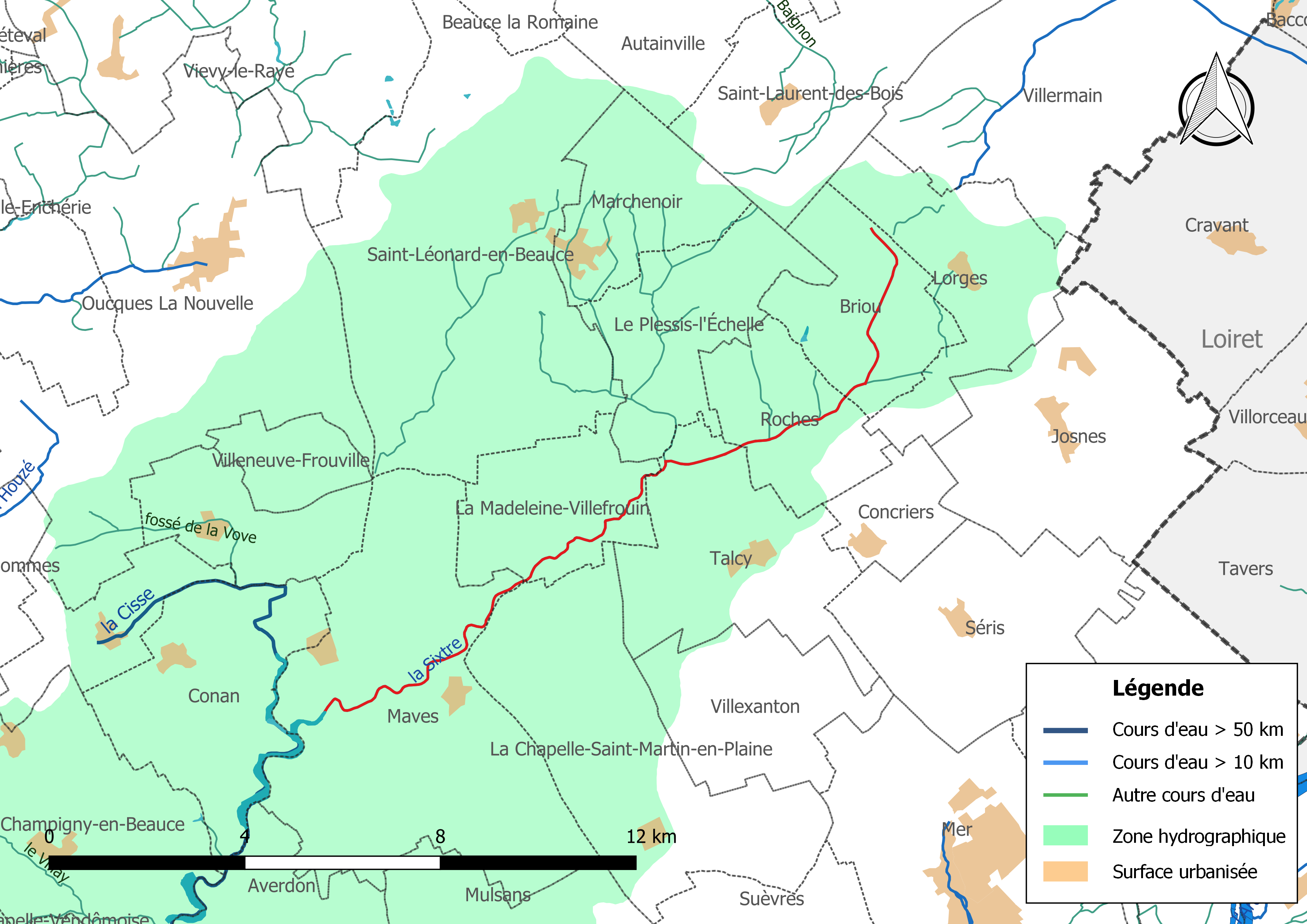
Cours d'eau la Sixtre et son bassin versant.

Les bassins hydrographiques sont découpés dans le référentiel national BD Carthage en éléments de plus en plus fins, emboîtés selon quatre niveaux : régions hydrographiques, secteurs, sous-secteurs et zones hydrographiques. Le bassin versant de la Sixtre s'insère dans la zone hydrographique « La Cisse de Sa Source au Rau de la Fontaine (C) », au sein du bassin DCE plus large « La Loire, les cours d'eau côtiers vendéens et bretons ».

## Pêche et peuplements piscicoles
Sur le plan piscicole, la Sixtre est classée en deuxième catégorie piscicole. L'espèce biologique dominante est constituée essentiellement de poissons blancs (cyprinidés) et de carnassiers (brochet, sandre et perche). 

## Qualité des eaux

### État des masses d'eau et objectifs
Issu de la Directive cadre européenne sur l’eau (DCE) du 23 octobre 2000, le découpage en masses d’eau permet d'utiliser un référentiel élémentaire unique employé par tous les pays membres de l'Union européenne. Une masse d'eau de surface est une partie distincte et significative des eaux de surface, telles qu'un lac, un réservoir, une rivière, un fleuve ou un canal, une partie de rivière, de fleuve ou de canal, une eau de transition ou une portion d’eaux côtières. Pour les cours d’eau, la délimitation des masses d’eau est basée principalement sur la taille du cours d’eau et la notion d’hydro-écorégion. Ces masses d’eau servent ainsi d’unité d’évaluation de l’état des eaux dans le cadre de la directive européenne. La Sixtre fait partie de la masse d'eau codifiée FRGR2261 et dénommée « La Sixtre et ses affluents, de la source à la confluence avec la Cisse».
Le schéma directeur d'aménagement et de gestion des eaux (Sdage) Loire-Bretagne est un document de planification dans le domaine de l’eau. Il définit, pour une période de six ans les grandes orientations pour une gestion équilibrée de la ressource en eau ainsi que les objectifs de qualité et de quantité des eaux à atteindre dans le bassin Loire-Bretagne. L'état des lieux 2013 défini dans la SDAGE 2016 – 2021 et les objectifs à atteindre pour cette masse d'eau sont les suivants,, :
| Code masse d'eau | Libellé masse d'eau                                                    | État écologique 2013 des cours d'eau | État écologique 2013 des cours d'eau | État écologique 2013 des cours d'eau | État écologique 2013 des cours d'eau | Objectifs                  | Objectifs                  | Objectifs                | Objectifs                | Objectifs              | Objectifs              |
| Code masse d'eau | Libellé masse d'eau                                                    | État écologique                      | État biologique                      | État physico-chimie générale         | État Polluants spécifiques           | Objectif d'état écologique | Objectif d'état écologique | Objectif d'état chimique | Objectif d'état chimique | Objectif d'état global | Objectif d'état global |
| ---------------- | ---------------------------------------------------------------------- | ------------------------------------ | ------------------------------------ | ------------------------------------ | ------------------------------------ | -------------------------- | -------------------------- | ------------------------ | ------------------------ | ---------------------- | ---------------------- |
| FRGR2261         | La Sixtre et ses affluents, de la source à la confluence avec la Cisse | Mauvais                              | Mauvais                              | Moyen                                |                                      | Bon état                   | 2027                       | Bon état                 | ND                       | Bon état               | 2027                   |

### Continuité écologique
La Sixtre, de la source jusqu'à la confluence avec la Cisse, est classée dans la liste 1 au titre de l'article L. 214-17 du code de l'environnement sur le Bassin Loire-Bretagne. Du fait de ce classement, aucune autorisation ou concession ne peut être accordée pour la construction de nouveaux ouvrages s'ils constituent un obstacle à la continuité écologique et le renouvellement de la concession ou de l'autorisation des ouvrages existants est subordonné à des prescriptions permettant de maintenir le très bon état écologique des eaux. 

## Gouvernance

### Échelle du bassin
En France, la gestion de l’eau, soumise à une législation nationale et à des directives européennes, se décline par bassin hydrographique, au nombre de sept en France métropolitaine, échelle cohérente écologiquement et adaptée à une gestion des ressources en eau. La Sixtre est sur le territoire du bassin Loire-Bretagne et l'organisme de gestion à l'échelle du bassin est l'agence de l'eau Loire-Bretagne.

### Échelle locale
Localement, le cours d'eau est géré par le Syndicat mixte du bassin de la Cisse dont le siège est à Herbault. Créé en 2012, ce syndicat a vu sa composition évoluer en 2016 avec l'adhésion de la communauté Beauce Val de Loire et surtout en 2018 avec l'entrée en vigueur de la loi de modernisation de l'action publique territoriale et d'affirmation des métropoles (Maptam), promulguée le 27 janvier 2014, qui attribue aux communes, à compter du 1er janvier 2018, une nouvelle compétence exclusive et obligatoire de « gestion des milieux aquatiques et prévention des inondations » (GEMAPI) (essentiellement articles 56 à 59). Par principe de représentation-substitution, les anciennes communes membres du syndicat ont ainsi été remplacées au 1er janvier 2018 par les six établissements publics de coopération intercommunale dont elles sont membres, avec un nombre de sièges attribués selon la population : Beauce-Val de Loire (6 sièges), la communauté d'agglomération de Blois Agglopolys (12), Territoires vendômois (1), Val d’Amboise (9), Castelrenaudais (1) et Touraine Est Vallées (6),.
|  |  |